# Tchin-Tchin (film)
Pour l’article homonyme, voir Tchin-Tchin.
Pour plus de détails, voir Fiche technique et Distribution.
Tchin-Tchin (Cin cin) est un film italien réalisé par Gene Saks et sorti en 1991.

## Synopsis
Le mari de Pamela a une liaison avec la femme de Cesareo. Les deux conjoints trompés unissent leurs forces pour résoudre la situation. Les obstacles qu'ils rencontrent sont différents puisqu'elle est une femme anglaise réservée et lui un italien qui s'adonne à la fête et au bon vin.

## Fiche technique
- Titre français : Tchin-Tchin
- Titre original italien : Cin cin
- Scénario : Ronald Harwood d'après la pièce Tchin-Tchin de François Billetdoux
- Photographie : Franco Di Giacomo
- Musique : Pino Donaggio
- Montage : Richard Nord, Anna Poscetti
- Durée : 82 minutes
- Dates de sortie: 
  - Italie : 1991
  - France : 29 septembre 1993

## Distribution
- Julie Andrews : Pamela Piquet
- Marcello Mastroianni : Cesareo Grimaldi
- Jonathan Cecil
- Ian Fitzgibbon
- Jean-Pierre Castaldi : Marcel
- Jean-Jacques Dulon : Dr. Noiret
- Maria Machado : Miss Knudson
- Denise Grey : Madame Legris
- Jean-Michel Cannone : Dr. Picquet
- Catherine Jarret : Marguerite
- Françoise Michaud : Madeleine